# Diocèse de San Justo
Le diocèse de San Justo (en latin : Dioecesis Sancti Iusti ; en espagnol : Diócesis de San Justo) est un diocèse de l'Église catholique en Argentine, suffragant de l'archidiocèse de Buenos Aires.

## Territoire
Il est situé sur une partie de l'arrondissement de La Matanza dans la province de Buenos Aires. L'autre partie de La Matanza est géré par le diocèse de Gregorio de Laferrere. Il possède un territoire d'une superficie de 134 km2 divisé en 41 paroisses. Le siège épiscopal est dans la ville de San Justo où se trouve la cathédrale des Saints-Just-et-Pasteur.

## Histoire
Le diocèse de San Justo est érigé le 18 juillet 1969 par la constitution apostolique Omnimode solliciti du pape Paul VI en prenant sur le territoire des diocèses de Lomas de Zamora et Morón.
Par la lettre apostolique Quandoquidem homines du 22 février 1971, Paul VI confirme que la Vierge Marie honorée sous le vocable de Mère de Dieu est la patronne principale du diocèse et saint Just le patron secondaire.
Il cède une partie de son territoire le 25 novembre 2000 pour l'érection du diocèse de Gregorio de Laferrere.

## Évêques
- Jorge Carlos Carreras (19 juillet 1969 - 14 avril 1982)
- Rodolfo Bufano (16 avril 1982 - 5 novembre 1990)
- Jorge Arturo Meinvielle, S.D.B (23 avril 1991 - 2 mars 2003)
- Baldomero Carlos Martini (14 février 2004 - 6 novembre 2014)
- Eduardo Horacio García, depuis le 6 novembre 2014